# Dirka po Franciji 1925
Dirka po Franciji 1925 je bila 19. dirka po Franciji, ki je potekala od 21. junija do 19. julija 1925. Celotna dolžina Toura z 18 etapami je bila 5.430 km. Branilec naslova iz preteklega leta Italijan Ottavio Bottecchia je tudi na tej dirki upravičil vlogo favorita in zmagal drugič zapored. Od 130 udeležencev je na končni cilj v Parizu prikolesarilo le 49 tekmovalcev. Med prvimi desetimi v skupni razvrstitvi ni bilo nobenega Francoza, kar se je zgodilo prvikrat v zgodovini Toura.

## Pregled
| Kategorije                          | Podatki       |
| ----------------------------------- | ------------- |
| Začetek-konec                       | Pariz - Pariz |
| Dolžina (km)                        | 5.430         |
| Število etap                        | 18            |
| Povprečna hitrost zmagovalca (km/h) | 24,820        |
| Kolesarjev                          | 130           |
| Tekmo končalo                       | 49            |

| Etapa | Datum     | Start in cilj                  | Dolžina | Etapni zmagovalec  | Čas         | Rumena majica      |
| ----- | --------- | ------------------------------ | ------- | ------------------ | ----------- | ------------------ |
| 1     | 21. junij | Pariz - Le Havre               | 340 km  | Ottavio Bottecchia | 12h 19' 02" | Ottavio Bottecchia |
| 2     | 23. junij | Le Havre - Cherbourg           | 371 km  | Romain Bellenger   | 15h 06' 00" | Ottavio Bottecchia |
| 3     | 25. junij | Cherbourg - Brest              | 405 km  | Louis Mottiat      | 16h 22' 30" | Adelin Benoît      |
| 4     | 26. julij | Brest - Vannes                 | 208 km  | Nicolas Frantz     | 8h 22' 30"  | Adelin Benoît      |
| 5     | 27. junij | Vannes - Les Sables-d'Olonne   | 204 km  | Nicolas Frantz     | 7h 25' 42"  | Adelin Benoît      |
| 6     | 28. junij | Les Sables-d'Olonne - Bordeaux | 293 km  | Ottavio Bottecchia | 11h 06' 51" | Adelin Benoît      |
| 7     | 30. junij | Bordeaux - Bayonne             | 189 km  | Ottavio Bottecchia | 6h 35' 21"  | Ottavio Bottecchia |
| 8     | 1. julij  | Bayonne - Luchon               | 326 km  | Adelin Benoît      | 15h 18' 56" | Adelin Benoît      |
| 9     | 3. julij  | Luchon - Perpignan             | 323 km  | Nicolas Frantz     | 13h 08' 51" | Ottavio Bottecchia |
| 10    | 5. julij  | Perpignan - Nîmes              | 215 km  | Théophile Beeckman | 8h 44' 41"  | Ottavio Bottecchia |
| 11    | 6. julij  | Nîmes - Toulon                 | 215 km  | Lucien Buysse      | 6h 54' 07"  | Ottavio Bottecchia |
| 12    | 7. julij  | Toulon - Nica                  | 280 km  | Lucien Buysse      | 11h 02' 12" | Ottavio Bottecchia |
| 13    | 9. julij  | Nica - Briançon                | 275 km  | Bartolomeo Aimo    | 13h 05' 03" | Ottavio Bottecchia |
| 14    | 11. julij | Briançon - Évian               | 303 km  | Hector Martin      | 11h 36' 15" | Ottavio Bottecchia |
| 15    | 13. julij | Évian - Mulhouse               | 373 km  | Nicolas Frantz     | 15h 42' 45" | Ottavio Bottecchia |
| 16    | 15. julij | Mulhouse - Metz                | 334 km  | Hector Martin      | 13h 24' 39" | Ottavio Bottecchia |
| 17    | 17. julij | Metz - Dunkerque               | 433 km  | Hector Martin      | 17h 07' 25" | Ottavio Bottecchia |
| 18    | 19. julij | Dunkerque - Pariz              | 343 km  | Ottavio Bottecchia | 15h 42' 45" | Ottavio Bottecchia |